# Affaire Zahia
L’affaire Zahia est une affaire médiatico-judiciaire de mœurs impliquant des joueurs de l’équipe de France de football et Zahia Dehar, une ancienne prostituée alors mineure.

## Déroulé de l’affaire
Le 12 avril 2010, la brigade de répression du proxénétisme lance une perquisition dans un cabaret parisien.  C'est un renseignement anonyme visant Abousofiane Moustaïd, dit Abou Sofiane, qui est à l’origine de l'enquête. Il est soupçonné de proxénétisme. 
Des arrestations ont lieu, dont celles de plusieurs prostituées. Quatre individus sont mis en examen peu après. Les auditions révèlent que quatre joueurs de l’équipe de France de football feraient partie des clients du cabaret et qu’une des prostituées était mineure au moment des faits. 
Les quatre joueurs cités dans cette affaire sont Hatem Ben Arfa, Karim Benzema, Sidney Govou et Franck Ribéry. Selon la presse, ce dernier aurait avoué aux enquêteurs avoir fréquenté la prostituée mineure à partir de 2009 tout en affirmant « ignorer qu'elle était mineure au moment de leur rencontre ».
Zahia Dehar est auditionnée à trois reprises en avril 2010. Ses auditions révèlent qu’elle aurait eu des rapports sexuels tarifés avec Sidney Govou, Franck Ribéry et Karim Benzema et qu’elle aurait été mineure lors de ses rapports avec les deux derniers. 
En mai, Zahia Dehar prend la défense des footballeurs en écrivant au sélectionneur de l’équipe de France : « Comment aurais-je pu imaginer, alors que j’ai toujours caché mon âge que leur bonne foi pourrait un jour être remise en cause ? ». La FFF déclare alors « ne pas être au courant de cette histoire ».
En juillet, Karim Benzema ainsi que Franck Ribéry sont mis en examen pour sollicitation de prostituée mineure. À la fin de l'année 2011, le parquet de Paris requiert un non-lieu pour trois des six protagonistes de l’affaire, les deux joueurs et le beau-frère de Ribéry. En août 2012, les joueurs sont renvoyés par le juge d'instruction devant le tribunal correctionnel afin d'être jugés pour sollicitation de prostituée mineure.

## Procès
Le procès de Franck Ribéry et de Karim Benzema se tient à Paris en janvier 2014 après un renvoi en 2013. Le parquet soutient que les joueurs ne savaient pas que Zahia Dehar était mineure au moment des faits à l’inverse du juge d’instruction. Lors de l’enquête, Ribéry nie avoir rémunéré Zahia Dehar pour des relations sexuelles.
Le 30 janvier 2014, les deux joueurs sont relaxés. Les cinq prévenus, dont Abousofiane Moustaïd, Georges Farhat, Élie Farhat et Kamel Ramdani, poursuivis pour proxénétisme sont condamnés à des peines de prison avec sursis ou ferme,. Abou Sofiane fait appel et publie un livre, Zahia m’a tué, dans lequel il clame son innocence. En juin 2015, la cour d'appel confirme sa condamnation et alourdit sa peine.
Dès le début de l’affaire le journal Le Point consacre une série d’articles à l’affaire. En 2015, dans un article, intitulé « Zahia, le milliardaire et les Picasso maudits », une ancienne prostituée présentée sous le pseudonyme de « Sarah » révèle que Zahia Dehar aurait été prostituée par Yves Bouvier, un marchand d’art suisse. Elle soutient avoir rencontré Zahia Dehar lors de soirées libertines organisées par Yves Bouvier pour lesquelles les prostituées étaient rémunérées 2 000 euros en liquide par ce dernier. La rédaction du journal, ainsi que deux journalistes, Christophe Labbé et Mélanie Delattre, qui avaient été les premiers à révéler cette histoire ont été attaqués en justice pour diffamation par Yves Bouvier.  Yves Bouvier a remporté son procès contre Le Point qui se voit définitivement condamné pour cet article par un arrêt de la Cour d'appel de Paris du 26 septembre 2018. Une plainte similaire est déposée contre VSD.

## Relance de l’affaire en 2020
En 2020, l’ancienne prostituée témoigne de nouveau. Elle dénonce une subornation de témoin, soutenant qu’Yves Bouvier l’a forcée à rester dans un hôtel pour ne pas aller au tribunal témoigner contre lui dans le procès contre Le Point,.
En février 2020, Maitre Yassine Bouzrou, avocat d’Abousofiane Moustaïd, condamné pour proxénétisme, demande la relance de l’affaire de son client en se basant sur le témoignage de l’ancienne prostituée. Ce témoignage remet en question la véracité des propos de Zahia Dehar, qui avait été auditionnée par la brigade de répression du proxénétisme en 2010, au moment où le scandale de ses relations sexuelles tarifées avec certains footballeurs avait éclaté, en marge de la Coupe du monde.